# Kostandin Shpataraku

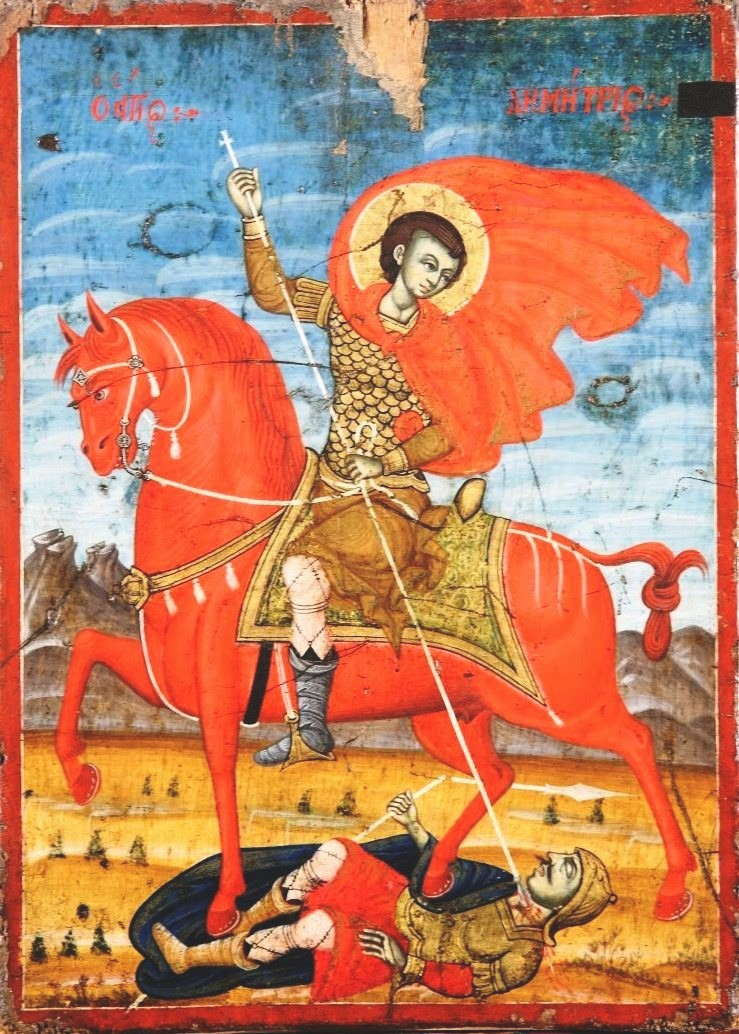
Une icône attribuée à Kostandin Shpataraku.

Kostandin Shpataraku (1736 – 1767), également connu sous le nom de Shpataraku, est un peintre d'icônes et de fresques orthodoxe albanais de la période post-byzantine du XVIIIe siècle. Il continue de combiner la tradition byzantine avec les influences de la Renaissance.
Il est considéré comme l'une des figures les plus marquantes de l'art médiéval albanais avec Onufri et David Selenica.

## Biographie
Kostandin Shpataraku naît dans la région de Shpat, aux alentours d'Elbasan, qui faisait alors partie de l'Empire ottoman,,. Il a été décapité par les Ottomans à Elbasan, et sa famille a pris son corps et l'a enterré dans son village, la tête séparée du reste du corps, de sorte que les Ottomans n'ont pas pu trouver sa tombe exacte. Une petite chapelle fut construite par la suite pour lui rendre hommage. Il est également commémoré comme saint par les habitants le 21 septembre.

## Héritage culturel
Son art et son héritage se distinguent par ses miniatures en introduisant des éléments de la vie quotidienne dans les arts visuels. Son travail artistique est représenté par une collection d'icônes et de fresques, par exemple à l'intérieur du monastère d'Ardenica et de l'église Saint-Jovan Vladimir (en) à Shijon (en). Beaucoup de ses œuvres appartiennent à des collections privées. Plusieurs œuvres ont été collectées et restaurées et sont aujourd'hui exposées au Musée national d'art médiéval de Korçë, au Musée national iconographique de Berat et dans d'autres musées.

Icônes peintes par Kostandin Shpataraku
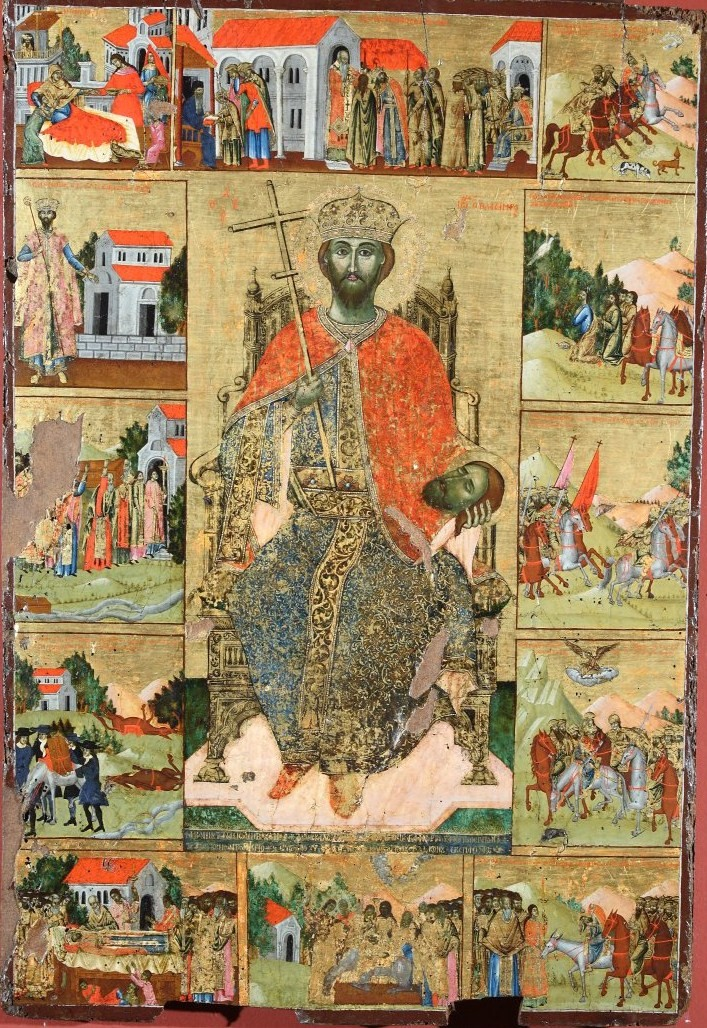
Icône de Saint Jovan Vladimir, du monastère d'Ardenica en Albanie
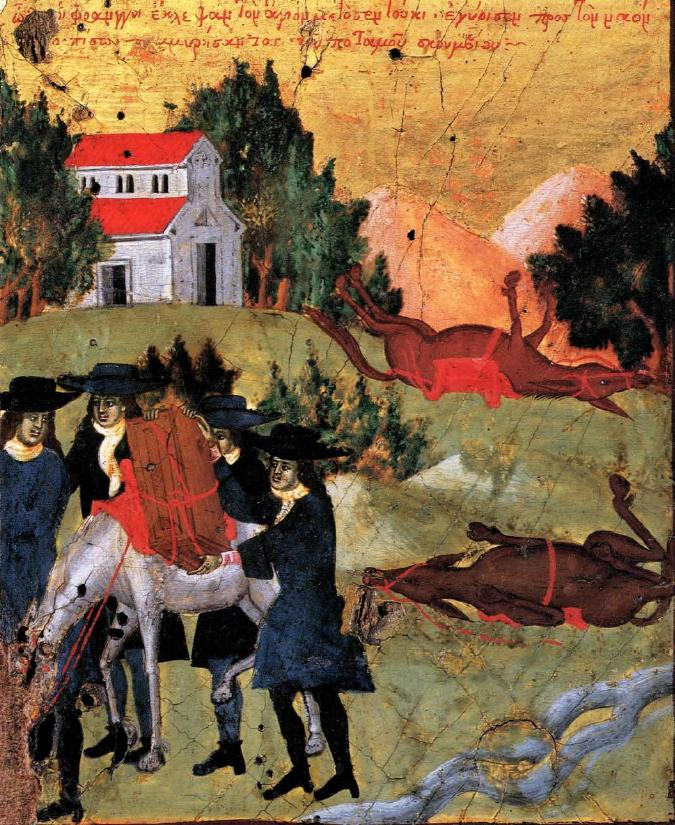
Idem, détail.
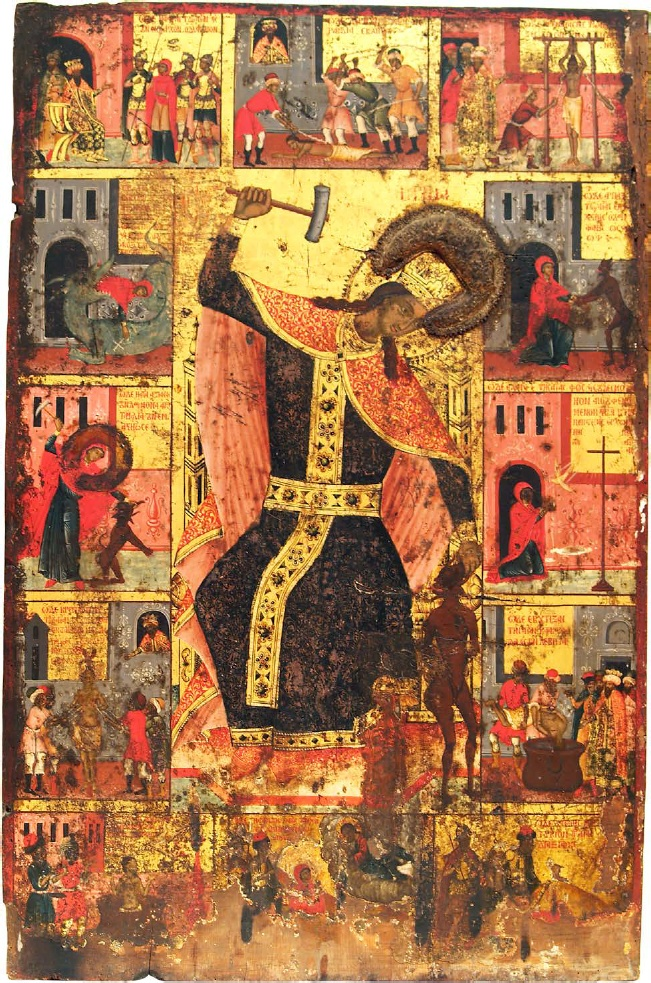
Sainte Marina avec des scènes de sa vie, vers 1754, Icon Gallery, Ohrid.

## Marché de l'art
En 2010, une icône appartenant à la famille du peintre moderne Alush Shima et attribuée à Shpataraku est vendue à Hetem Ramadani (en) pour 75 000 euros lors d'un bal de charité organisé par Liri Berisha (en), épouse du Premier ministre albanais.